# Château d'Attalens
Le château d’Attalens est un château situé en Suisse à Attalens dans le canton de Fribourg. Il est classé en tant que bien culturel suisse d'importance régionale.

## Histoire
Le château est érigé par les seigneurs d'Oron vers la fin du XIIe, au début du XIIIe, voire dans la seconde moitié du XIIIe siècle, mais probablement avant 1274. Il est alors doté de remparts, de tours rondes et carrées, d'une chapelle, d'un pont-levis, d'échauguettes, de mâchicoulis et de barbacanes. Après être passé au comte de Savoie au cours du XIVe siècle, il est détruit pendant les guerres de Bourgogne (1474-1477).
En 1523, le duc Charles III vend le château au chapitre de Lausanne pour le prix de 9 300 florins. En 1531, il transmet son droit de rachat à Charles de Challant qui devient seigneur d'Attalens.
Le 21 mai 1615, le château est mis aux enchères et acquis par l'Etat de Fribourg pour le prix de 6 000 écus d'or, soit 30 000 florins. Le premier bailli fribourgeois, Barthélemy Kämmerling, restaure le château. Le 8 mars 1618, les deux bailliages d'Attalens et de Bossonnens sont réunis en un seul, qui perdure jusqu'à l'invasion française de 1798. Au XVIIIe siècle, le château est représenté dans l'ouvrage Neue und vollstaendige Topographie der Eydgnossschaft de David Herrliberger.
En 1804, l'État de Fribourg vend le château à la commune d'Attalens. En 1882, le testament du curé doyen et du syndic de Bossonnens permet à la paroisse d’Attalens de devenir propriétaire de l'édifice, à la condition d’en faire un hospice paroissial pour jeunes et personnes âgées.

## Depuis 1968
Il redevient privé lorsqu'il est acquis par Jean-Pierre et Gabriella Maillard. Dans les années 80, ils y organisent des expositions de peinture et des saisons de concerts de musique classique avec notamment les pianistes Karl Engel et Lyn Garland, la violoniste Ulrike-Anima Mathé et, dans un autre style, le célèbre joueur de vielle René Zosso. Il a été transformé en logements.
Depuis le 29 mai 2023, le château est la propriété de Sandro Ferronato, entrepreneur et fondateur du groupe KGS Diamond.

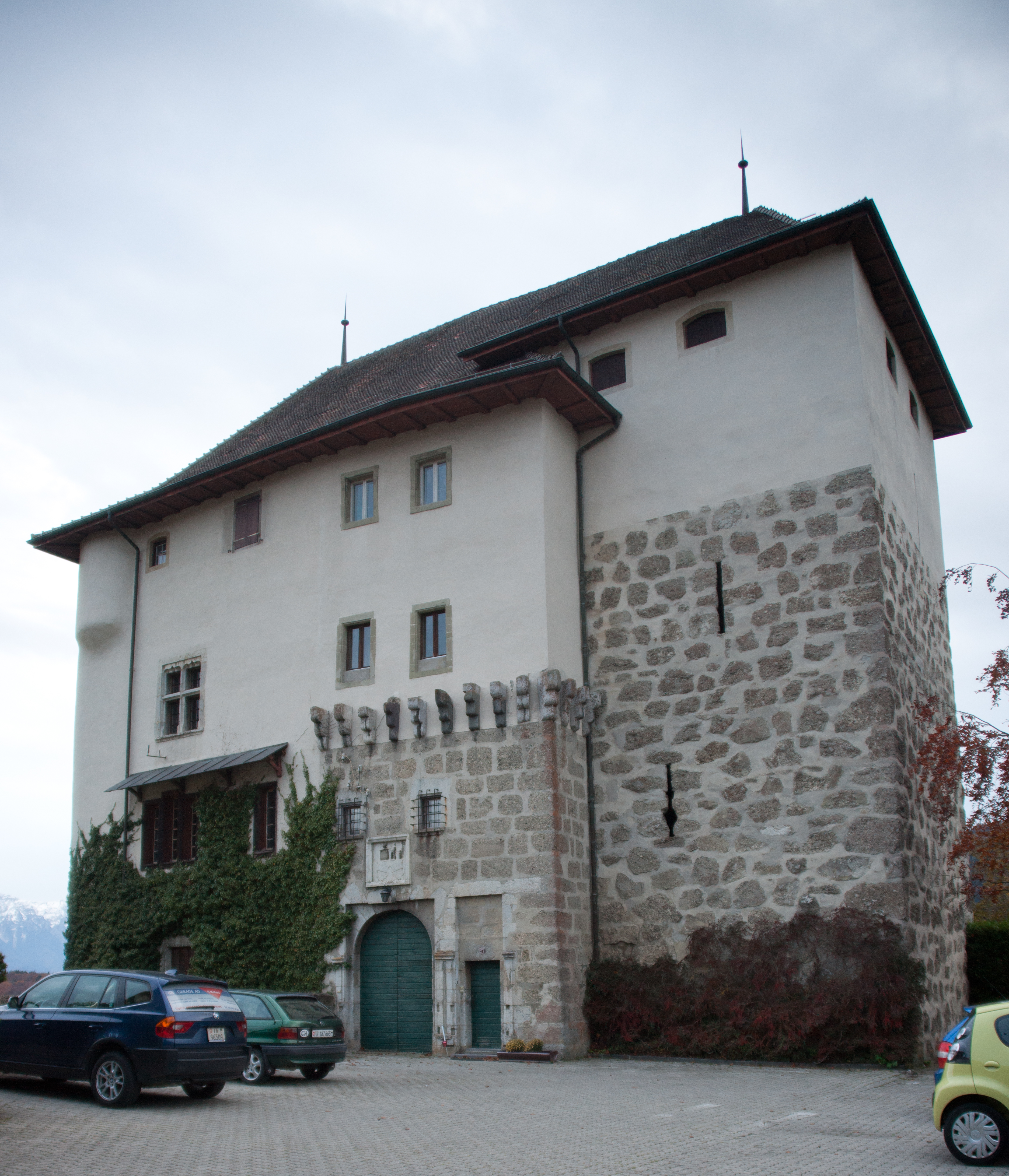
Vue du château d'Attalens, façade est.
Le château en 1936, vu depuis le sud.